# وزارت نفت و گاز طبیعی هند
وزارت نفت و گاز طبیعی هند (انگلیسی: Ministry of Petroleum and Natural Gas) وزارتخانه‌ای در دولت هند است، که مسئولیت اکتشاف، تولید، پالایش، توزیع، بازاریابی، واردات و صادرات نفت خام، گاز طبیعی، فراورده‌های نفتی و میعانات گازی را در هند برعهده دارد.